# Megatoma belfragei
Megatoma belfragei är en skalbaggsart som först beskrevs av Leconte 1874.  Megatoma belfragei ingår i släktet Megatoma och familjen ängrar. Inga underarter finns listade i Catalogue of Life.